# Championnat de Pologne de football 1983-1984
Navigation
Édition précédente Édition suivante
La saison 1983-1984 du championnat de Pologne est la cinquante-sixième saison de l'histoire de la compétition. Cette édition a été remportée par le Lech Poznań devant le Widzew Łódź, pour la deuxième fois consécutive.

## Les clubs participants
| Club               | Ville     |
| ------------------ | --------- |
| Bałtyk Gdynia      | Gdynia    |
| GKS Katowice       | Katowice  |
| Górnik Wałbrzych   | Wałbrzych |
| Górnik Zabrze      | Zabrze    |
| KS Cracovia        | Cracovie  |
| Lech Poznań        | Poznań    |
| Legia Varsovie     | Varsovie  |
| LKS Łódź           | Lódź      |
| Motor Lublin       | Lublin    |
| Pogoń Szczecin     | Szczecin  |
| Ruch Chorzów       | Chorzów   |
| Sląsk Wrocław      | Wrocław   |
| Szombierki Bytom   | Bytom     |
| Widzew Łódź        | Lódź      |
| Wisła Cracovie     | Cracovie  |
| Zagłębie Sosnowiec | Sosnowiec |

## Compétition

### Classement
| Rang | Équipe               | Pts | J  | G  | N  | P  | Bp | Bc | Diff |
| ---- | -------------------- | --- | -- | -- | -- | -- | -- | -- | ---- |
| 1    | Lech Poznań (T) (C)  | 42  | 30 | 19 | 4  | 7  | 47 | 21 | +26  |
| 2    | Widzew Łódź          | 42  | 30 | 15 | 12 | 3  | 43 | 25 | +18  |
| 3    | Pogoń Szczecin       | 38  | 30 | 16 | 6  | 8  | 54 | 27 | +27  |
| 4    | Górnik Zabrze        | 34  | 30 | 12 | 10 | 8  | 34 | 26 | +8   |
| 5    | Legia Varsovie       | 33  | 30 | 12 | 9  | 9  | 42 | 32 | +10  |
| 6    | Górnik Wałbrzych (P) | 31  | 30 | 11 | 9  | 10 | 40 | 35 | +5   |
| 7    | Ruch Chorzów         | 30  | 30 | 11 | 8  | 11 | 30 | 30 | 0    |
| 8    | Śląsk Wrocław        | 30  | 30 | 11 | 8  | 11 | 41 | 47 | -6   |
| 9    | GKS Katowice         | 29  | 30 | 11 | 7  | 12 | 41 | 42 | -1   |
| 10   | Motor Lublin (P)     | 29  | 30 | 8  | 13 | 9  | 22 | 24 | -2   |
| 11   | Wisła Cracovie       | 27  | 30 | 8  | 11 | 11 | 33 | 38 | -5   |
| 12   | Zagłębie Sosnowiec   | 27  | 30 | 7  | 13 | 10 | 25 | 35 | -10  |
| 13   | Bałtyk Gdynia        | 25  | 30 | 7  | 11 | 12 | 25 | 30 | -5   |
| 14   | ŁKS Łódź             | 25  | 30 | 8  | 9  | 13 | 29 | 43 | -14  |
| 15   | KS Cracovia          | 21  | 30 | 6  | 9  | 15 | 19 | 35 | -16  |
| 16   | Szombierki Bytom     | 17  | 30 | 5  | 7  | 18 | 23 | 58 | -35  |

| Légende | Légende                                                                                      |
| ------- | -------------------------------------------------------------------------------------------- |
|         | Coupe des clubs champions européens 1984-1985 (1er tour)                                     |
|         | Coupe d'Europe des vainqueurs de coupe 1984-1985 (1er tour)                                  |
|         | Coupe UEFA 1984-1985 (1er tour)                                                              |
|         | Relégué en II Liga                                                                           |
|         | (T) : Tenant du titre 1982-1983 (C) : Vainqueur de la Coupe de Pologne 1983-1984 (P) : Promu |

## Bilan de la saison
| Tableau d'Honneur |             |
| Compétition       | Vainqueur   |
| I Liga            | Lech Poznań |
| Coupe de Pologne  | Lech Poznań |

| Promotions et relégations |                              |
| Relégués en II Liga       | KS Cracovia Szombierki Bytom |
| Promus de II Liga         | Lechia Gdańsk Radomiak Radom |

| Qualifications européennes 1984-1985   |                            |
| Coupe des clubs champions européens    | Qualifié                   |
| 1er tour                               | Lech Poznań                |
| Coupe d'Europe des vainqueurs de coupe | Qualifié                   |
| 1er tour                               | Wisła Cracovie             |
| Coupe UEFA                             | Qualifiés                  |
| 1er tour                               | Widzew Łódź Pogoń Szczecin |

## Meilleurs buteurs
| # | Joueur             | Équipe           | Buts |
| - | ------------------ | ---------------- | ---- |
| 1 | Włodzimierz Ciołek | Górnik Wałbrzych | 14   |
| 2 | Adam Kensy (pl)    | Pogoń Szczecin   | 13   |
|   | Marek Leśniak      | Pogoń Szczecin   | 13   |